# Aparallactus capensis
Aparallactus capensis (капський багатоніжкоїд) — вид отруйних змій родини земляних гадюк (Atractaspididae). Мешкає в Африці на південь від Сахари.

## Опис
Загальна довжина досягає 30—33,5 см. Голова невелика з маленькими очима. Тулуб циліндричний з гладенькою лускою. Між головою й тулубом немає різкого переходу. Хвіст помірний — до 7 см. Забарвлення коливається від жовтуватого, червонувато—коричневого до сірого, але кінчик голови та шия темніше — бувають темно—коричневими або навіть чорними.

## Спосіб життя
Полюбляє луки, чагарники і передгір'я. Активний вночі. Харчується багатоніжками.
Це яйцекладна змія. Самиця відкладає від 2 до 4 яєць.

## Розповсюдження
Поширений у південно-східній Африці: Південно-Африканська Республіка, Есватіні, Ангола, Намібія, Ботсвана, Зімбабве, Мозамбік, Малаві, Демократична Республіка Конго, Замбія, Танзанія.

## Підвиди
- Aparallactus capensis bocagei
- Aparallactus capensis capensis
- Aparallactus capensis punctatolineatus